# Хайнрих IV фон Щернберг
Хайнрих IV фон Щернберг (на немски: Heinrich IV von Sternberg; * сл. 1307/ок. 1310; † 1353) от фамилията на графовете на Шваленберг е граф на Щернберг.

## Произход
Той е вторият син на граф Хайнрих III фон Щернберг († 1312) и съпругата му графиня Юта фон Бентхайм-Текленбург († 1318), дъщеря на граф Ото III фон Текленбург († 1285) и графиня Рихардис фон Марк († 1277). Брат е на Хойер II граф фон Щернберг (ок. 1305 – 1320) и на Агнес, абатиса на Мьоленбек (1324 – 1348).

## Фамилия
Хайнрих IV фон Щернберг се жени за графиня Хедвиг фон Дипхолц († сл. 1350), дъщеря на граф Рудолф III фон Дипхолц († сл. 1350) и съпругата му графиня Юта фон Олденбург-Делменхорст († сл. 1331). Те имат четири деца:
- Хайнрих V (* ок. 1330; † сл. 1385), граф на Щернберг, женен за Аделхайд фон Холщайн-Шаумбург (* пр. 1330, † 1376), дъщеря на граф Адолф VII фон Шаумбург († 1354) и Хайлвиг фон Липе († 1369)
- Симон II (* ок. 1330; † 25 януари 1389), княз-епископ на Падерборн (1380 – 1389)
- Юта († сл. 1335)
- Аделхайд (* пр. 4 октомври 1335; † сл. 1387/1391), абатиса на Фишбек (1373 – 1387).